# Gang Busters
Pour les articles homonymes, voir Gang Busters.
Gang Busters est un serial de 1942 en 13 épisodes, basée sur l'émission de radio du même nom créée par Phillips Lord en 1936, introduite dans le Radio Hall of Fame en 2011.
Cette série policière proposée par les studios Universal est la première qui évite l'usage des intertitres.

## Fiche technique

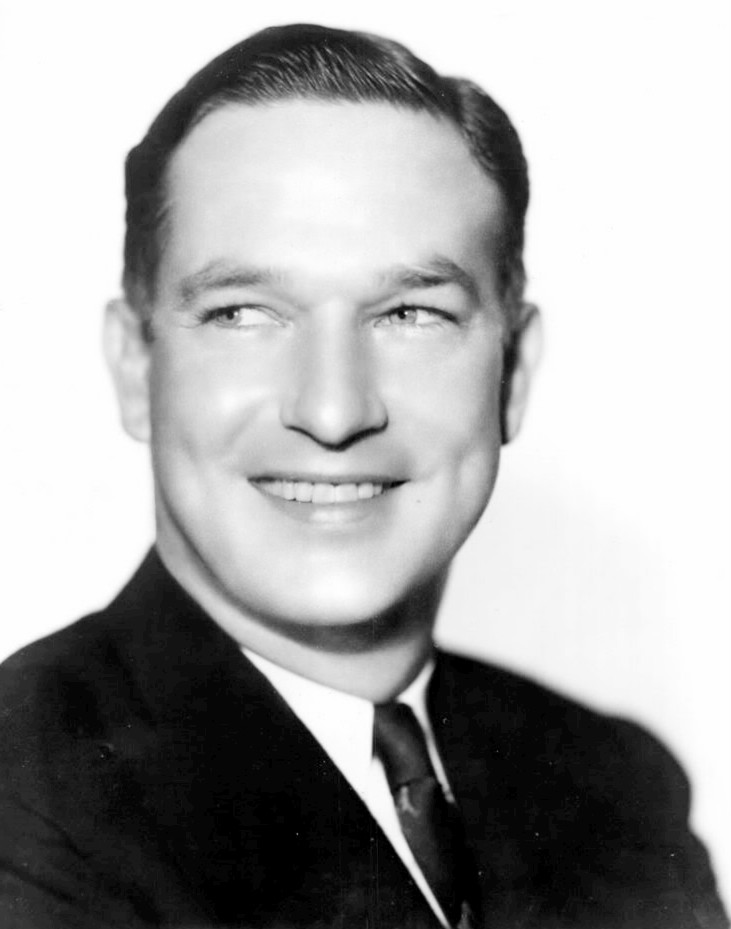
Phillips Lord, créateur de la série

- Réalisation : Noel M. Smith, Ray Taylor
- Scénario : Morgan Cox, Phillips Lord, Al Martin, Victor McLeod, George H. Plympton
- Producteur : Ford Beebe
- Distribution : Universal Pictures
- Durée : 13 épisodes[3] (251 minutes)
- Date de sortie : 
  - États-Unis : 31 mars 1942

## Distribution
- Kent Taylor : Det. Lt. Bill Bannister
- Irene Hervey : Vicki Logan
- Ralph Morgan : Professeur Mortis
- Robert Armstrong : Det. Tim Nolan

## Épisodes
1. The League of Murdered Men
2. The Death Plunge
3. Murder Blockade
4. Hangman's Noose
5. Man Undercover
6. Under Crumbling Walls
7. The Water Trap
8. Murder by Proxy
9. Gang Bait
10. Mob Vengeance
11. Wanted at Headquarters
12. The Long Chance
13. Law and Order

Source: